# 暗黒街の牙
『暗黒街の牙』（冥界の牙）は、1962年公開のアクション映画。東宝製作の麻薬取引を巡る刑事ドラマ。「暗黒街シリーズ」の第6弾。撮影は「虹の空」の内海正治。「日本一の若大将」を監督した福田純・坪島孝が共同で脚本を執筆、「俺に賭けた奴ら」の小川英と, 福田純が前作「暗黒街撃滅命令」についで二作目の暗黒街もの。この映画はカラーとシネマスコープ (東宝スコープ) で撮影されました。

## ストーリー
高津市は暴力団が支配している。 香港ルートで麻薬を仕入れる津田組と、販売する針谷組。警察は証拠を掴むため秘密捜査を行うことを決定し、秘密捜査官木崎を高津市に派遣した。 木崎は「網走帰りのケン」と名乗って、言葉巧みに津田チームと針谷チームに顔を売りました。ある夜、津田組と針谷組の間で麻薬取引があった。 しかし、津田の子分の岩間と次郎は針谷組に偽物のヤクを与え、本物のヤクと現金3000万円を捨てて失踪した。津田も針谷も被害者だ。 2つのグループは必死に彼らを追いかけました。 木崎さんは口の利けない靴磨きを連絡先に警察に通報した。 彼は市内の麻薬と闘うという並外れた熱意を持っていた。
弟のユウジもヤクに悩まされており、この街のどこかにいるはずだったからである。 弟の恋人・由紀は、雄二に純粋な愛情を抱いてこの町で働いている。 そうこうしているうちに次郎は逮捕されてしまう。 次郎の口から犯人は岩間であることが判明した。そんな時、木崎は偶然、売春婦の春海が岩間の愛人であり、津田のスパイであることを知る。 木崎は晴美から岩間が二時の駅に現れることを知り、靴磨き屋に連絡した。しかし、この連絡は針谷によって巧みに傍受され、木崎が潜入捜査官であることが発覚した。 木崎が岩間を追い詰めた時次郎は、3000万円の入ったトランクを持って逃走した。 ヤクは最初から偽物で、3000万円を奪おうとしたのは津田だった。しかし次郎は針谷組に消されてしまう。 一方、津田組は木崎の弟・雄二を発見し、彼を罠にかけて木崎をおびき出した。 木崎の人生はまさに風前の灯火だった。 しかし、警察も向かっていた。 木崎の拳銃が火を噴き、津田組針谷組は次々と倒れた。

## スタッフ
- 監督 : 福田純
- 脚本 : 小川英, 坪島孝, 福田純
- 製作 : 田中友幸, 三輪礼二
- 撮影 : 内海正治
- 音楽 : 広瀬健次郎
- 美術 : 竹中和雄
- 照明 : 金子光男
- 録音 : 藤縄正一
- スチール : 岩井隆志

## キャスト
- 木崎夏雄 : 三橋達也
- 木崎雄二 : 夏木陽介
- 津田武志 : 佐藤允
- 次郎 : 伊吹徹
- 針谷久平 : 田崎潤
- 相原ユキ : 浜美枝
- 田島ハルミ : 水野久美
- 英子 : 若林映子
- 犬塚 : 中丸忠雄
- 矢頭 : 八色賢典
- 田所 : 広瀬正一
- サブ : 二瓶正也
- 乾分Ａ : 草川直也
- 乾分Ｂ : 若松明
- 受付の娘Ａ : 加茂幸子
- 受付の娘Ｂ : 浦山珠実
- 岩間大三 : 堺左千夫
- 西条 : 大木正司
- 周 : 天本英世
- 土屋 : 桐野洋雄
- レジの娘 : 芝木優子
- 高梨所長 : 平田昭彦
- 須藤 : 中谷一郎
- 所員Ａ : 緒方燐作
- 所員Ｂ : 久野征四郎
- ボクちゃん : 松岡高史
- ボクちゃんの母 : 中北千枝子
- 靴みがきの女 : 千石規子
- ペイ中の若い男 : 小沢直好
- 「リラ」のウエイトレス : 清水由記
- 消防夫長 : 向井淳一郎
- タンクローリーの運転手 : 三井紳平
- クラブ「ビート」の少年 : 小川雅功
- 刑事 : 宇野晃司
- 鑑識課員 : 上村幸之

## 同時上映
『月給泥棒』